# Ladislav Pösl
Ladislav Pösl (12. dubna 1906 – 4. května 1945 Praha) byl český řidič tramvaje a odbojář.
Ladislav Pösl se narodil 12. dubna 1906. Byl vedoucím ilegální skupiny KSČ Plamen svobody ve strašnické tramvajové vozovně s krycím jménem Viktor. Dlouhodobě žil v ilegalitě, spolupracoval s Františkem Barešem. V únoru 1945 byl vylákán agentem provokatérem na schůzku v pražských Nuslích, sledován kriminálním zaměstnancem Schifkowitzem a Josefem Böhmem. Z léčky se Pöslovi podařilo uniknout, přičemž postřelil do břicha Schifkowitze, který 15. února na následky střelného zranění v lazaretu SS zemřel.
Ladislav Pösl byl zastřelen při přestřelce mezi Čechy a Němci 4. května 1945 v pražské Minské ulici před domem č. 1 ve věku 39 let (údajně před zraky své ženy), kdy byl mylně považován za pistolí ozbrojeného příslušníka Gestapa. Některými zdroji je považován za prvního padlého Pražského povstání.

## Připomínky

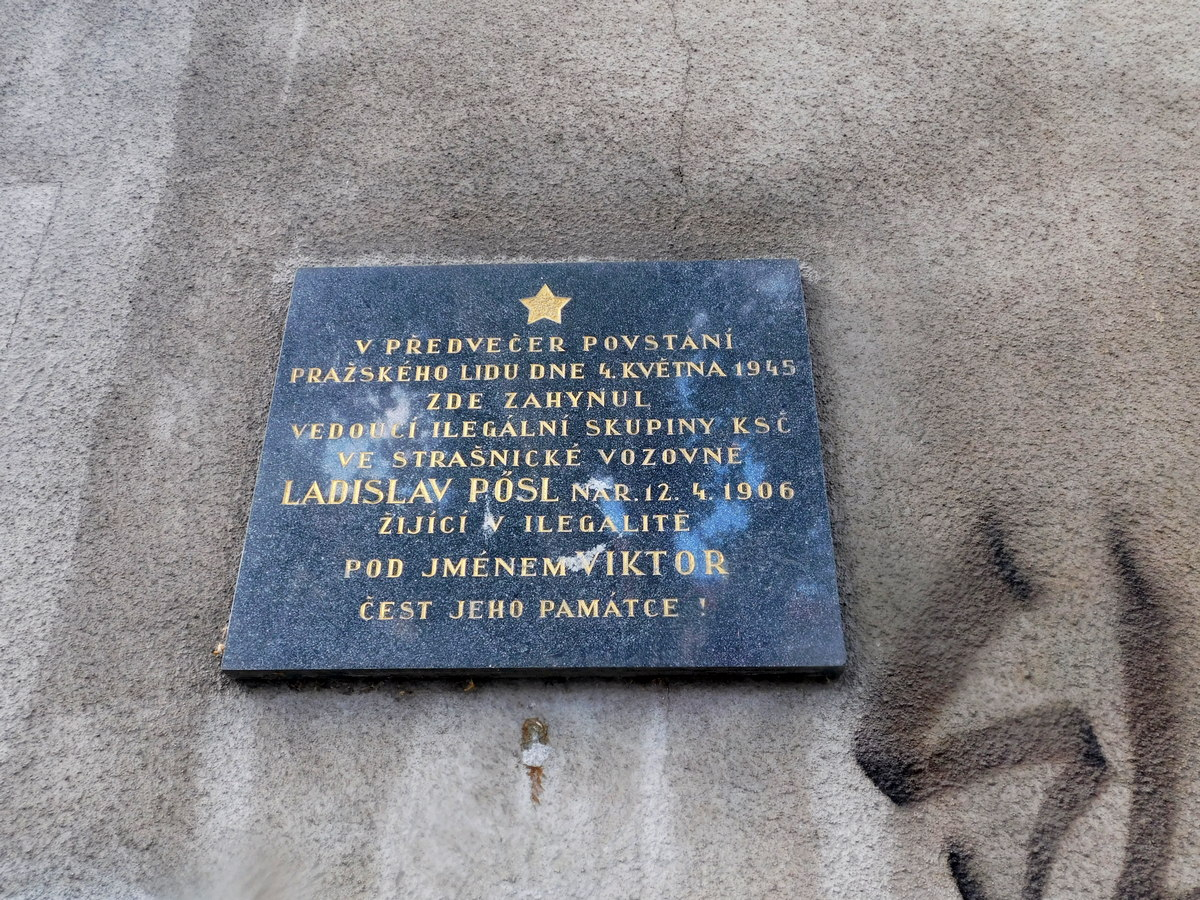
Pamětní deska v pražské Minské ulici

V roce 1948 mu byl in memoriam přiznán charakter československého partyzána dle zákona č. 34/1946 Sb. (číslo osvědčení 10 631). Na pražském Zahradním Městě je po něm pojmenována ulice Pöslova ve vilové zástavbě nad Usedlostí Na Vinobraní. Na budově Minská 1/1002 v pražských Vršovicích je umístěna pamětní deska.